# Anna David (album)
Anna David er debutalbummet fra den danske popsangerinde Anna David.

## Spor
1. "Fuck dig" - 4:18
2. "Hvad nu hvis" - 4:12
3. "Når musikken spiller" - 3:00
4. "Kys mig" - 3:43
5. "Superfly" - 3:18
6. "Anna:Ki" - 3:11
7. "Når ingen andre rør dig" - 3:56
8. "Min baby" - 3:13
9. "Bye Bye" - 3:32
10. "Fuck dig (Reprise)" - 4:23

## Fodnoter
1. ↑  Anna David på Discogs